# Sangerhausen
Sangerhausen (phát âm tiếng Đức: [zaŋɐˈhaʊzən]) là một thị xã ở Saxony-Anhalt, Đức, thủ phủ của huyện Mansfeld-Südharz, nhưng không thuộc huyện này.
Đô thị này nằm ở đông nam Harz, cự ly khoảng 35 km về phía đông Nordhausen, và 50 km về phía tây của Halle (Saale). 